# إبراهيم عبد الله لطف الله
إبراهيم عبد الله علي لطف الله (ولد في 1936 في أبو صيبع، البحرين - توفي في 23 نوفمبر 2014 في المنامة، البحرين) رجل أعمال ومحسن بحريني.

## النشأة والتعليم
وُلد لطف الله في عام 1936 بقرية أبو صيبع شمال البحرين. ولد يتيم لم ير والدته قط ورباه والده الذي توفي وهو في سن الثانية عشرة من العمر.
حفظ أجزاء من القرآن في صغره وأرسله والده في أربعينات القرن العشرين للدراسة عند محمد علي بن خميس في المنامة وذلك لعدم وجود المدارس في القرى آنذاك وكان يمكث في المنامة في منزل أحد أقربائه طيلة أيام الدراسة ويعود إلى قريته يوم الخميس وذلك لصعوبة توفر المواصلات في تلك الفترة.

## المسيرة المهنية
ترك الدراسة بعد وفاة والده الذي توفي في العراق ودخل معترك الحياة العملية عندما بلغ من العمر 14 عام. التحق بالعمل مع أخيه جمعة في دكانه الذي يبيع فيه الأقمشة ثم قرر العمل لحسابه الخاص وساعده أخوه في ذلك. قام ببيع الأقمشة في القرى مستخدم عربة يجرها حمار وفي إحدى فترات شبابه عمل في مجال بيع الخضراوات في سوق الخضرة القديم بالمنامة وفتح له دكان صغير هناك ثم اتجه إلى سوق الصفافير بعد بنائه في المنامة.
في عام 1953 التحق للعمل بوظيفة نجار في شركة نفط البحرين (بابكو) والتحق في عام 1954 ببرنامج تطوير مهني ودرس النجارة بمدرسة الصناعة في المنامة واستمر في الدراسة بدورات مهنية عديدة وببرامج التطوير المهني ليصبح مسئول على عمال النجارة في شركة بابكو في عام 1960. في عام 1960 حصل على رخصة السياقة وتمكن من شراء سيارة له وعمل بالإضافة إلى عمله في شركة بابكو في نقل الناس (سيارة أجرة) وفي أوقات فراغه كان يمارس مهنة النجارة لحسابه الخاص.
في بداية السبعينيات استقال من العمل في شركة بابكو وبدأ بعدها بالعمل مع صديقه عبد العزيز خليل في مجال المقاولات الإنشائية والحفريات وقاما بالعديد من المشاريع لصالح وزارة الصحة وشركة بتلكو لمدة عشر سنوات. أسسا معا مصنع بلاط عبر استيراد تكنولوجيا إسبانية ثم دخلا في صناعة الأدوات البلاستيكية وأسسا عمل يعتمد على صناعة الألمنيوم للاستخدام في الإنشاءات المنزلية ليبدأ نشاطه في تجارة الأدوات الصحية والألمنيوم.
أسس مؤسسة الرضا للتجارة والمقاولات في عام 1974 وقامت ببناء مشاريع الصرف الصحي والعديد من المباني في مناطق مختلفة في البحرين ولغاية عام 1986 ثم ركزت المؤسسة بعدها على الأعمال التجارية خصوصا استيراد السيراميك والخزف وأطقم الحمامات وإكسسواراتها من أوروبا وأميركا اللاتينية والشرق الأقصى والشرق الأوسط كما افتتح معرض للألمنيوم.
عُرف عنه حبه للأعمال الخيرية واشتهر بعطائه المستمر ويده البيضاء في عمل الخير كبناء المساجد والمآتم ومساعدة المحتاجين ورعاية مشاريع الطلبة المتفوقين. في عام 2007 أعاد بناء حسينية أبو صيبع والتي أضحت أحد أشهر معالم البحرين الدينية.

## الحياة الشخصية
له تسعة أبناء، خمسة ذكور (علي وخليل وإسماعيل وشاكر وماهر) وأربع بنات.

## الوفاة
توفي لطف الله يوم الأحد الموافق 23 نوفمبر 2014 عن عمر ناهز 78 عام وذلك بعد مرض ألم به ووري الثرى في اليوم التالي في مقبرة أبوصيبع.